# Robert Espeseth
Robert Espeseth, född den 25 oktober 1953 i Philadelphia, Pennsylvania, är en amerikansk roddare.
Han tog OS-brons i tvåa med styrman i samband med de olympiska roddtävlingarna 1984 i Los Angeles.